# (612236) 2001 QO297
(612236) 2001 QO297 est un objet transneptunien faisant partie des cubewanos.

## Caractéristiques
(612236) 2001 QO297 mesure environ 140 kilomètres de diamètre.